# والتر ماتزاری
والتر ماتزاری (به ایتالیایی: Walter Mazzarri) (زادهٔ ۱ اکتبر ۱۹۶۱) بازیکن پیشین و سرمربی کنونی فوتبال اهل ایتالیا است.
ماتزاری پس از ۱۴ سال بازی در باشگاه‌های ایتالیایی از جمله رجانا و امپولی، مربی چند تیم کوچک‌تر ایتالیایی بود و در سال ۲۰۰۷ هدایت سمپدوریا را بر عهده گرفت. با کمک مشارکت تهاجمی آنتونیو کاسانو و جامپائولو پاتزینی، او تیم را برای راهیابی به لیگ اروپا در اولین فصل خود هدایت کرد و متعاقباً سال بعد به فینال کوپا ایتالیا رسید. در سال ۲۰۰۹، او به ناپولی پیوست، جایی که ترکیب ۳-۴-۳ را اجرا کرد که بعداً با آن همراه شد.  او با ترکیب مثلث هجومی ازکیل لاوزی، ادینسون کاوانی و مارک همشیک، ملقب به ("سه تنور")، به تیم کمک کرد تا برای اولین بار در تاریخ باشگاه در سال ۲۰۱۱ به لیگ قهرمانان اروپا راه یابد و در فصل بعد کوپا ایتالیا را به دست آورد. وی در آخرین فصل حضورش در این تیم به مقام نایب قهرمانی سری آ رسید که بهترین عملکرد باشگاه در بیش از ۲۰ سال گذشته بود. در سال ۲۰۱۳، او به اینتر میلان نقل مکان کرد اما در فصل دوم حضورش از این باشگاه اخراج شد. او بعداً تورینو را در سری آ هدایت کرد و یک سال هدایت واتفورد در لیگ برتر انگلیس در فصل ۱۷–۲۰۱۶ را برعهده داشت. در سال ۲۰۲۳، پس از یک سال فاصله از آخرین حضورش در کالیاری، او به ناپولی بازگشت اما در فوریه ۲۰۲۴ پس از سه ماه اخراج شد.

## دوران بازیگری
وی دوران بازیگری خود را در تیم جوانان فولونیکا آغاز کرد و سپس به جوانان فیورنتینا پیوست جایی که لقب «آنتونونی جدید» به او داده شد.
او سپس به تیم‌های پسکارا، کالیاری و رجیو امیلیا منتقل شد و سپس به امپولی پیوست و ۵ فصل در آنجا ماند. در فصل ۸۶–۱۹۸۵ در اولین صعود امپولی به سری آ حضور داشت.
در ۸۹–۱۹۸۸ او به لیکاتا و سپس به مودنا پیوست و با مودنا قهرمانی سری سی را کسب کرد. و سپس در نولا، ویارجیو و آچیریاله … با آچیریاله او توانست به سری بی صعود کند.
آخرین فصل دوران بازی او در تورس بود.

## عملکرد مربیگری

### سال‌های اولیه
وی به عنوان دستیار و کارشناس در کنار رنتسو اولیویری کار خود را در بولونیا و سپس ناپولی آغاز کرد و با نوشتن یک مقاله مجوز مربیگری درجه یک را کسب نمود. بعد از سرمربیگری در روزوبلو (لقب بولونیا)، او سرمربی آچیریاله در سری سی شد و مقام نهم را کسب کرد و سپس در پیستویزه در سری سی نیز به مقام دهم رسید.

### لیورنوورجینا
در فصل ۰۴–۲۰۰۳ او به عنوان سرمربی لیورنو در سری بی انتخاب شد و تیم زادگاهش را خیلی زود به سری آ رساند. سال بعد او به رجینا رفت و سه سال در آنجا گذراند. در ۰۵–۲۰۰۴، در اولین فصل حضورش در رجینا با وجود کمبودهای فراوان، توانست این تیم را به مقام دهم رساند. در فصل بعد، با وجود شروعی بد توانست رجینا را در سری آ نگه دارد. در ۰۷–۲۰۰۶ در روز پایانی، توانست بر جریمه ۱۵ امتیازی (که در طول فصل به ۱۱ امتیاز کاهش یافت) که به‌دلیل حضور تیم در ماجرای کالچوپولی به تیم تحمیل شده بود چیره شود و تیم را در سری آ نگه دارد. بدون این جریمه، تیم می‌توانست به لیگ اروپا راه یابد.

### سمپدوریا
در ۱ ژوئن ۲۰۰۷، ماتزاری با قراردادی دو ساله با امکان تمدید به عنوان سرمربی سمپدوریا انتخاب شد. در اولین فصل حضور در سمپدوریا، با کسب نتایجی خوب در لیگ تیم را به لیگ اروپا ۰۹–۲۰۰۸ رساند و لیگ را با کسب ۶۰ امتیاز و عنوان ششمی به پایان برد. در آن فصل آنتونیو کاسانو به عنوان بازیکن قرضی از رئال مادرید به سمپدوریا پیوسته بود و سپس در پایان فصل قرارداد خود را دائمی کرد. فصل بعد برای سمپدوریا با نتایج منفی همراه بود. رقابت در لیگ با مشکلاتی همراه بود و تیم با رتبه پایینی لیگ را به پایان برد. تیم هر دو مسابقه دربی در لیگ مقابل جنوا را واگذار کرد (۳–۱ و ۱–۰). در لیگ اروپا در مرحله یک شانزدهم، هر دو بازی را به متالیست خارکوف باختند و حذف شدند. در فینال جام حذفی هم در ضربات پنالتی مغلوب لاتزیو شدند. در همان زمان شایعات رفتن او از سمپدوریا بیشتر و بیشتر می‌شد. در ۳۱ می ۲۰۰۹ ماتزاری اعلام کرد که بعد از بازی آخر لیگ مقابل پالرمو، قرارداد خود را با سمپدوریا تمدید نمی‌کند و این آخرین باری است که روی نیمکت سرمربیگری سمپدوریا می‌نشیند.

### ناپولی

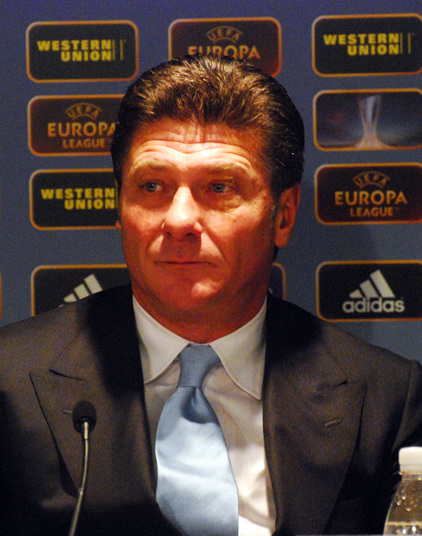
ماتزاری به عنوان سرمربی ناپولی در سال ۲۰۱۲

در ۶ اکتبر ۲۰۰۹، پس از گذشت چند هفته از شروع لیگ، ماتزاری به عنوان جانشین روبرتو دونادونی هدایت ناپولی را بر عهده گرفت. ۱۱ سال پس از تجربهٔ همکاری با رنزو اولیویری در ناپولی، او قراردادی به ارزش ۱٫۳ میلیون یورو تا سال ۲۰۱۱ بست.
او اولین حضورش بر روی نیمکت آبی‌ها را در ۱۸ اکتبر ۲۰۰۹ در دیدار مقابل بولونیا در سن پائولو تجربه کرد که با پیروزی ۲–۱ صورت گرفت هرچند بازیکنان ناپولی در ابتدای مسابقه با مشکلاتی روبرو شدند. در ۲۰ دسامبر ۲۰۰۹ در دیدار ناپولی مقابل کیه‌وو ورونا او دویستمین حضورش در سری آ به عنوان مربی را جشن گرفت. در فصل ۱۳–۲۰۱۲، پس از شکست در سوپرجام ایتالیا مقابل یوونتوس، ماتزاری توانست تیم را با کسب ۷۸ امتیاز و رتبه دوم لیگ به‌طور مستقیم به مرحله گروهی لیگ قهرمانان اروپا برساند، ضمن اینکه توانست رکورد امتیازات و رتبهٔ دو فصل پیش خود رت ارتقا دهد. در پایان فصل، با پایان قرارداد، او پایان تجربه مربیگری اش در ناپولی را اعلام کرد.

### اینتر میلان

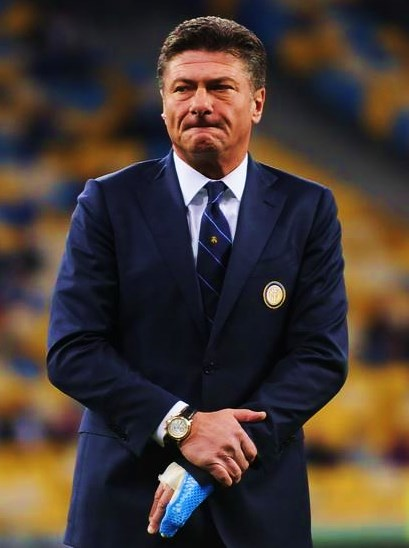
ماتزاری به عنوان مربی اینتر میلان در سال ۲۰۱۴ قبل از بازی مقابل دنیپرو در لیگ اروپا

ماتزاری در ۲۴ می ۲۰۱۳ پس از اینکه آندره آ استراماچونی به دلیل عملکرد ضعیف در فصل ۲۰۱۲–۲۰۱۳ برکنار شد، رسماً به عنوان سرمربی اینتر منصوب شد.در ۲ ژوئیه ۲۰۱۴ وی قرادادش را تا ۳۰ ژوئن ۲۰۱۶ تمدید کرد.
او پس از یک سری نتایج ناامید کننده سرانجام در ۱۴ نوامبر ۲۰۱۴ توسط اینتر برکنار شد و باشگاه را درحالی که در جایگاه نهم قرار داشت ترک کرد.

### واتفورد
در ۲۱ مه ۲۰۱۶، واتفورد تأیید کرد که با ماتزاری به توافق رسیده‌اند تا وی از ۱ ژوئیه ۲۰۱۶ با قراردادی سه ساله سرمربی این تیم شود. او به باشگاهی ملحق شد که متعلق به هموطنش جیامپائولو پوزو بود و بدون اینکه بتواند انگلیسی صحبت کند کار می‌کرد.
در ۶ نوامبر ۲۰۱۶ واتفورد با نتیجه ی ۶ بر ۱ مقابل لیورپول شکست خورد
ماتزاری در آن فصل با واتفورد در رده هفدهم یعنی یک پله بالاتر از سقوط لیگ را به پایان برد. در ۱۷ می ۲۰۱۷ اعلام شد که قرارداد او در پایان اولین فصل حضورش در این باشگاه فسخ خواهد شد.

### تورینو
در ۴ ژانویه ۲۰۱۸، ماتزاری به عنوان سرمربی تورینو منصوب شد و جایگزین سینیشا میهایلوویچ شد. وی با کسب مقام هفتم در فصل ۱۹–۲۰۱۸ با تورینو به لیگ اروپا صعود کرد، جایی که آنها در مرحله پلی آف توسط ولورهمپتون واندررز حذف شدند.
ماتزاری در ۴ فوریه ۲۰۲۰ پس از شکست‌های متوالی و سنگین ۷ بر ۰ و ۴ بر ۰ مقابل آتالانتا و لچه، اخراج شد.

### کالیاری
در ۱۵ سپتامبر ۲۰۲۱، ماتزاری قراردادی سه ساله با باشگاه کالیاری به عنوان سرمربی جدید آنها امضا کرد و جایگزین لئوناردو سمپلیچی شد.
در ۳ آوریل ۲۰۲۲ کالیاری با سرمربیگری ماتزاری با نتیجه ی ۵ بر ۱ شکست سنگینی را در برابر اودینزه متحمل شد
ماتزاری در دوران سرمربیگری خود نتوانست عملکرد خود را بهبود بخشد و در سه بازی مانده به پایان لیگ، تیم وی با خطر سقوط مواجه شد که منجر به اخراج ماتزاری در ۲ می ۲۰۲۲ شد. در نهایت کالیاری در پایان لیگ به رده پایین تر( سری بی ) سقوط کرد

### بازگشت بهناپولی
در ۱۴ نوامبر ۲۰۲۳، ناپولی با قراردادی ۷ ماهه، ماتزاری را به عنوان سرمربی جدید خود منصوب کرد و جایگزین رودی گارسیا شد که بازگشت ماتزاری پس از ده سال به ناپولی بود. بعد از ۳ ماه او در ۱۹ فوریه ۲۰۲۴ پس از تساوی ۱–۱ خانگی مقابل جنوا برکنار شد.
آئورلیو د لائورنتیس، رئیس ناپولی توضیح داد که تصمیم به اخراج ماتزاری به این دلیل بود که ناپولی مدافع عنوان قهرمانی تنها در چهار بازی از ۱۲ بازی خود در سری آ پیروز شد و به رده نهم جدول سقوط کرد

## سبک مربیگری
از نظر تاکتیکی، ماتزاری به عنوان یک مربی به دلیل استفاده از ترکیب تهاجمی ۳-۴-۳ سیال شناخته شده است. در ناپولی، سه تنور مؤثر او یعنی  ازکیل لاوزی، ادینسون کاوانی و مارک همشیک ("سه تنور") لقب گرفتند. او همچنین در طول دوران حرفه‌ای خود از تغییراتی در این سیستم استفاده می‌کرد، مانند ترکیب ۲-۵-۳، ۲-۱-۴-۳، ۱-۲-۴-۳، ۱-۱-۵-۳، که از مدافعان کناری به‌جای هافبک‌های پهن استفاده می‌کرد که برای موفقیت سیستم بسیار مهم بودند. مدافعان کناری برای پیوستن به مهاجمان در حمله زمانی که تیم مالکیت توپ را در اختیار داشت، فشار می آوردند تا به ایجاد یا به پایان رساندن موقعیت ها کمک کنند. با این حال، آنها همچنین متعاقباً توپ را پشت سر می‌گذارند، و آن را به یک ترکیب پنج دفاعه تبدیل می‌کنند.  ماتزاری در طول حضور مجدد در ناپولی، همچنین از ترکیب ۳-۳-۴ استفاده کرد که توسط لوچیانو اسپالتی، در طول فصل ۲۳–۲۰۲۲ به کار گرفته شده بود.
اگرچه او در اوایل دهه ۲۰۱۰ به عنوان یکی از بهترین مربیان سری آ شهرت یافت. ماتزاری همچنین به دلیل بهانه‌هایی که برای عملکرد ضعیف در مصاحبه‌های بعد از بازی داشت در ایتالیا شناخته شد.

## آمار مربیگری
تا تاریخ ۱۷ فوریه ۲۰۲۴
| تیم         | کشور     | از              | تا            | رکورد | رکورد | رکورد | رکورد | رکورد   |
| تیم         | کشور     | از              | تا            | G     | W     | D     | L     | پیروز % |
| ----------- | -------- | --------------- | ------------- | ----- | ----- | ----- | ----- | ------- |
| اسیرله      | ایتالیا  | ۱۷ سپتامبر ۲۰۰۱ | ۴ ژوئن ۲۰۰۲   | ۳۱    | ۱۰    | ۱۰    | ۱۱    | ۰۳۲     |
| پیستویزه    | ایتالیا  | ۴ ژوئن ۲۰۰۲     | ۸ ژوئن ۲۰۰۳   | ۳۹    | ۱۲    | ۱۱    | ۱۶    | ۰۳۱     |
| لیورنو      | ایتالیا  | ۸ ژوئن ۲۰۰۳     | ۱۵ ژوئن ۲۰۰۴  | ۴۷    | ۲۰    | ۲۰    | ۷     | ۰۴۳     |
| رجینا       | ایتالیا  | ۱۵ ژوئن ۲۰۰۴    | ۲۸ مه ۲۰۰۷    | ۱۲۳   | ۳۷    | ۳۹    | ۴۷    | ۰۳۰     |
| سمپدوریا    | ایتالیا  | ۳۱ مه ۲۰۰۷      | ۱ ژوئن ۲۰۰۹   | ۹۹    | ۳۸    | ۲۹    | ۳۲    | ۰۳۸     |
| ناپولی      | ایتالیا  | ۶ اکتبر ۲۰۰۹    | ۲۰ مه ۲۰۱۳    | ۱۸۲   | ۸۹    | ۵۰    | ۴۳    | ۰۴۹     |
| اینتر میلان | ایتالیا  | ۲۴ مه ۲۰۱۳      | ۴ نوامبر ۲۰۱۴ | ۵۸    | ۲۵    | ۲۱    | ۱۲    | ۰۴۳     |
| واتفورد     | انگلستان | ۱ ژوئیه ۲۰۱۶    | ۲۱ مه ۲۰۱۷    | ۴۱    | ۱۲    | ۷     | ۲۲    | ۰۲۹     |
| تورینو      | ایتالیا  | ۴ ژوئیه ۲۰۱۸    | ۴ فوریه ۲۰۲۰  | ۹۰    | ۳۷    | ۲۵    | ۲۸    | ۰۴۱     |
| کالیاری     | ایتالیا  | ۱۵ سپتامبر ۲۰۲۱ | ۲ مه ۲۰۲۲     | ۳۵    | ۷     | ۹     | ۱۹    | ۰۲۰     |
| ناپولی      | ایتالیا  | ۱۴ نوامبر ۲۰۲۳  | ۱۹ فوریه ۲۰۲۴ | ۱۷    | ۶     | ۳     | ۸     | ۰۳۵     |
| مجموع       | مجموع    | مجموع           | مجموع         | ۷۶۱   | ۲۹۲   | ۲۲۴   | ۲۴۵   | ۰۳۸     |

## افتخارات

### به عنوان مربی
ناپولی
- جام حذفی فوتبال ایتالیا(۱): ۱۲–۲۰۱۱

### فردی
- جایزه انزو بیرزوت (بهترین مربی ایتالیا): ۲۰۱۲[۳۵]